# Obserwacja odstająca
Obserwacja odstająca, element odstający (ang. outlier) – obserwacja relatywnie odległa od pozostałych elementów próby. Innymi słowy, posiadająca nietypową wartość zmiennej niezależnej (objaśniającej) lub nietypowe wartości obydwu zmiennych – zależnej (objaśnianej) i objaśniającej (objaśniających w analizie regresji wielokrotnej). Oznacza to, że związek między Xi a Yi dla danej obserwacji może być inny niż dla reszty obserwacji w zbiorze danych.
Obserwacje odstające mogą odzwierciedlać rzeczywisty rozkład lub być rezultatem przypadku, ale mogą świadczyć też o błędnym pomiarze czy pomyłkach we wprowadzaniu informacji do bazy danych, itp. Duża liczba elementów odstających może też być sygnałem dobrania złego modelu.
Obserwacje odstające powstałe na skutek błędów w danych utrudniają i w skrajnym przypadku uniemożliwiają analizę. Szczególnie mało odporne na nie są metody i współczynniki bazujące na założeniu rozkładu normalnego i zależnościach liniowych, takie jak korelacja Pearsona, regresja liniowa, klasyczna analiza korespondencji, itp. Jeden element odstający może całkowicie zmienić wartość i znak korelacji, nawet z 0,9 do -0,9.
Konieczne jest więc albo usuwanie obserwacji odstających, albo stosowanie odpornych metod statystycznych (ang. robust), np. metod rangowych. Przykładowo zamiast zwykłej korelacji można stosować korelację rangową Spearmana albo tau Kendalla.
W przypadku regresji liniowej wielokrotnej stosuje się testy diagnostyczne wykrywające obserwacje wpływowe oraz obserwacje wysokiej dźwigni. Są to najczęściej analiza reszt standaryzowanych, odległość Mahalanobisa oraz odległość Cooka. Ich metodologia jest najczęściej zbliżona: w regresji liniowej prostej to odległość danej obserwacji od średniej wartości tej zmiennej. W regresji wielokrotnej obserwacje nietypowe wyznacza odległość problematycznej obserwacji od punktu średnich wartości wszystkich zmiennych objaśniających.
Przykładem obserwacji odstającej jest zamach z 11 września 2001 roku. Ofiary zamachów terrorystycznych z 11 września nie są uwzględniane w oficjalnych statystykach przestępczości Nowego Jorku, śmierć Henryka Siwiaka jest jedynym zabójstwem zarejestrowanym w mieście tego dnia. FBI również nie odnotowało 2977 zgonów w wyniku ataków na WTC w swoim rocznym wskaźniku przestępczości z użyciem przemocy za 2001 rok, powołując się na fakt, że zgony te wypaczyłyby analizy FBI.